# Sofia Antonia de Brunswick-Wolfenbüttel
Sofia Antonia de Brunswick-Wolfenbüttel (13/23 ianuarie 1724, Wolfenbüttel – 17 mai 1802, Coburg) a fost al 17-lea copil al Ducelui Ferdinand Albert II de  Brunswick-Lüneburg.

## Căsătoria
În 1749 s-a căsătorit cu Ernst Frederick, Duce de Saxa-Coburg-Saalfeld, fiul Ducelui Francisc Josias de Saxa-Coburg-Saalfeld și al Anei Sofia de Schwarzburg-Rudolstadt. Cuplul a avut șapte copii:
- Francisc, Duce de Saxa-Coburg-Saalfeld (1750-1806)
- Prințul Karl Wilhelm de Saxe-Cobourg-Saalfeld (1751-1757)
- Prințesa Frederica de Saxe-Cobourg-Saalfeld (1752-1752)
- Prințesa Caroline de Saxe-Cobourg-Saalfeld (1753-1829)
- Prințul Ludwig Karl de Saxe-Cobourg-Saalfeld (1755-1806)
- Prințul Ferdinand August de Saxe-Cobourg-Saalfeld (1756-1758)
- Prințul Frederick de Saxe-Cobourg-Saalfeld  (1758-1758)

Prin fiul ei Francisc, Sofia Antonia a fost bunica regelui Leopold I al Belgiei și străbunica Prințului Albert de Saxa-Coburg și Gotha și a reginei Victoria a Regatului Unit.